# Dietrich von Merveldt (Domherr)
Dietrich von Merveldt (* im 16. Jahrhundert; † 30. Oktober 1585) war Domherr in Münster.

## Leben
Dietrich von Merveldt entstammte dem westfälischen Adelsgeschlecht von Merveldt und war der Sohn des Dietrich von Merveldt zu Westerwinkel und dessen Gemahlin Gertrud Nagel zu Königsbrück. Am 11. Oktober 1572 wurde er vom Turnar Goswin von Raesfeld für die münstersche Dompräbende präsentiert, auf die zuvor der Domherr Jobst Nagel verzichtet hatte. Mit der Aufschwörung auf die Geschlechter Merveldt, Nagel, Diepenbrock und Vittinghoff am 22. Oktober kam er in den Besitz der Pfründe. Dietrich hatte an der Sorbonne studiert und dies mit einem Studienzeugnis am 28. Juni 1578 belegt. Sein Testament vom 29. Oktober 1585 enthielt nur ein geringfügiges Vermächtnis. Als Testamentsvollstrecker wurden seine Cousins Ludeke und Jürgen Nagel, beide Münsteraner Domherren, eingesetzt.